# Mon petit poussin chéri
Pour plus de détails, voir Fiche technique et Distribution.
Mon petit poussin chéri (titre original : My Little Chickadee) est un film américain réalisé par Edward F. Cline et sorti en 1940.

## Synopsis
Une femme de petite vertu épouse un excentrique, escroc en tous genres, qu'elle croit riche. Le drôle de couple va semer le désordre dans une petite ville de l'Ouest.

## Fiche technique
- Titre : Mon petit poussin chéri
- Titre original : My Little Chickadee
- Réalisation : Edward F. Cline, assisté de Ray Taylor
- Scénario : Mae West et W. C. Fields
- Production : Lester Cowan et Jack J. Gross (non crédité)
- Société de production et de distribution : Universal Pictures
- Photographie : Joseph A. Valentine
- Montage : Edward Curtiss
- Musique : Frank Skinner
- Direction artistique : Martin Obzina et Jack Otterson
- Décors : Russell A. Gausman
- Costumes : Vera West
- Pays de production :  États-Unis
- Format : Noir et blanc - 35 mm - 1,37:1 - Son : Mono (Western Electric Mirrophonic Recording)
- Genre : Comédie, Western
- Durée : 83 minutes
- Dates de sortie : 
  - États-Unis : 9 février 1940 (première), 15 mars 1940 (sortie nationale)
  - France : 16 septembre 1953

## Distribution
- Mae West : Flower Belle Lee
- W. C. Fields : Cuthbert J. Twillie
- Joseph Calleia : Jeff Badger
- Dick Foran : Wayne Carter
- Ruth Donnelly : Tante Lou
- Margaret Hamilton : Mme Gideon
- Donald Meek : Amos Budge
- Fuzzy Knight : Cousin Zeb
- Willard Robertson : Oncle John
- George Moran : Milton
- Jackie Searl : Un écolier
- Fay Adler : Mme « Pygmy » Allen
- Addison Richards : Le juge
- Gene Austin : Le musicien
- Anne Nagel : Mlle Foster
- Russell Hall : Candy

Acteurs non crédités
- Lane Chandler : Un porteur
- Otto Hoffman : L'imprimeur Pete
- Si Jenks : Un shérif-adjoint
- Morgan Wallace : Un joueur